# Ставри Мицарев
Ставри Янакиев Мицарев е български военен и деец на Вътрешната македонска революционна организация.

## Биография
Роден е на 24 май 1914 година в Емборе, Гърция, в родолюбиво българско семейство. Баща му Янаки П. Мицарев заминава за Америка в 1909 година като гурбетчия, но се връща в България след избухването на Балканската война в 1912 година и участва във войните за освобождение на Македония. Майка му Султана Хаджиандонова Мицарева е също от видно българско семейство. След като Емборе попада в Гърция след Балканските войни, Янаки Мицарев се завръща в Емборе, където цялото семейство е тормозено заради българския си произход, а Янаки многократно е арестуван и бит. Ставри Мицарев учи в гръцкото училище, където също е тормозен затова, че е българин. Семейството е изселено насила в 1923 година и се заселва в България.
Установяват се в Плевен, където Ставри става член на Македонското младежко движение „Бистрица“ - ВМРО и го използват като куриер. Докато учи в полукласическата гимназия е избран за секретар на дружеството „Бистрица“. Ставри Мицарев е един от основателите на Съюза на българските национални легиони в 1932 година. Участва активно в манифестациите против Ньойския договор. След Деветнадесетомайския преврат Ставри е арестуван и предава архива на дружество „Бистрица“. В 1937 година завършва с отличие Школата за запасни офицери и е изпратен на стаж в IV инженерен полк в Плевен като командир на свързочен взвод. След това е изпратен като взводен командир на царските маневри в 1937 година в Попово и Паламарци заради отличната му военна подготовка. По-късно е мобилизиран и заминава за турската граница, където е командир на разносвачен свързочен взвод при щаба на VI дивизия в Гранитово, Елховско. Завръща се и е назначен на щатна офицерска служба в щаба на Четвърти инженерен полк - Плевен, като адютант на командира полковник Васил Николов Василев. Мицарев заминава за фронта на 8 септември 1944 година по нареждане на генерал Атанас Стефанов. На 9 септември сутринта докато минава през София по пътя си Мицарев е заставен от участника в Деветосептемврийския преврат Борис Матеев да се яви на разпит при Тодор Живков, който е обявен за партизански комендант на София. След продължителен разпит е освободен и заминава за частта си в Дупница, където е арестуван от партизаните на Васил Демиревски и е осъден на разстрел, но за малко успява да се отърве. Заминава за София, за да получи ново назначение в Пловдив, а оттам заминава за фронта в Сърбия като взводен командир в състава на II инженерна дружина. След известно време на фронта е арестуван и изпратен в Държавна сигурност. Затворен е в Плевен, за да бъде съден от така наречения Народен съд. Мицарев е подложен на тежки мъчения докато е арестуван. Осъден е на смърт на 2 април 1945 година, но точно преди изпълнението на присъдата тя е отменена. Предложено му е да стане част от Държавна сигурност и веднага да излезе от затвора, но Мицарев отказва и прекарва следващите 16 години в затвора в изключително тежки условия. Излиза на свобода на 21 ноември 1960 година. На него и съпругата му не се дава никаква работа, на сина им е забранено да следва и цялото им имущество е отчуждено.